# La Montre, la Croix et la Manière
Pour plus de détails, voir Fiche technique et Distribution.
La Montre, la Croix et la Manière (The Favour, the Watch and the Very Big Fish) est une comédie franco-britannique réalisé par Ben Lewin et sorti en 1992.

## Synopsis
Dans la ville de Paris, Louis Aubinar rencontre Sybil, qui va faire rentrer dans la vie de ce dernier, un pianiste qui n'est autre que son amant malheureux. 

## Fiche technique
- Titre français : La Montre, la Croix et la Manière
- Titre original : The Favour, the Watch and the Very Big Fish
- Réalisation : Ben Lewin
- Scénario : Ben Lewin, d'après la nouvelle Rue Saint-Sulpice de Marcel Aymé[1]
- Photographie : Bernard Zitzermann
- Décors : Carlos Conti
- Costumes : Élisabeth Tavernier
- Son : Stéphane Lioret et Vernon Messenger
- Montage : John Grover
- Musique : Vladimir Cosma
- Société de production : Fildebroc
- Pays de production :  France -  Royaume-Uni
- Langue originale : anglais britannique
- Durée : 90 minutes
- Dates de sortie : 
  - France - 4 mars 1992

## Distribution
- Bob Hoskins : Louis Aubinard
- Jeff Goldblum : le pianiste
- Natasha Richardson : Sybil
- Michel Blanc : Norbert
- Angela Pleasence : sœur de Louis
- Jean-Pierre Cassel : Zalman
- Samuel Chaimovitch : le grand-père de Sybil
- Sacha Vikouloff : le violoniste
- Claudine Mavros : la mère supérieure
- Carlos Kloster : l'archevêque
- Artus de Penguern : Saint François
- Caroline Jacquin : la réceptionniste du studio
- Tim Holm : le réceptionniste du bureau
- Patrick Albenque : l'ingénieur du son
- Gérard Zalcberg : le prisonnier libéré
- Jean-Michel Ribes : le mendiant
- Beth McFadden : la fille de la fête d'anniversaire
- Julien Calderbank : le garçon aveugle
- Pamela Goldblum : la dame dans le métro
- Maximilien Seide : le petit garçon dans le métro
- Claire Magnin : la mère dans le métro
- Jacques Villeret : l'homme à la lingerie
- Maurice Herman : un apôtre
- Pascal Beckar : un apôtre
- Edouard Hastings : un apôtre
- Michel Sebban : un apôtre
- Jean-François Vlerick : un apôtre
- Geoffrey Carey : un apôtre